# The Climbers
The Climbers (chino tradicional: 攀登者, Pinyin: Qomolangma), es una película de china que se estrenó el 30 de septiembre del 2019.
La película narra la historia y las acciones heroicas del primer equipo nacional de alpinismo de China en conquistar el "Qomolangma" mejor conocido en el occidente como el Monte Everest.

## Sinopsis
Basada en los eventos de la primera expedición exitosa para escalar la cima del Monte Qomolangma (Monte Everest), utilizando la ruta del norte traicionero (desde el Tíbet en China) en 1960.
El trío de montañeros chinos Fang Wuzhou, Qu Songlin y Jiebu, logra llegar a la cumbre el 25 de mayo de 1960, convirtiéndose en los primeros escaladores que lo hicieron sin el suplemento de oxígeno cuando este se les agotó, siendo así en los séptimos, octavos y novenos visitantes del Everest.
Sin embargo debido a que pierden la cámara mientras le salvan la vida a Qu Songlin, su logro no es aceptado por los alpinistas internacionales, por lo que China vuelve a unirlos junto con otros 400 expertos para que vuelvan a subir el Everest.  
Finalmente el 27 de mayo de 1975 a las 14:30hrs. nueve miembros del equipo de expedición logran alcanzar la punta del Everest, entre ellos Fang Wuzhou, Jiebu, Lin Jie y Hei Mudan. Unos meses después, el 23 de julio del mismo año el gobierno chino le anunció al mundo que la nueva altura de la montaña era de 8848.13 metros.

## Personajes

### Personajes principales
| Actor             | Personaje                                    | Notas |
| ----------------- | -------------------------------------------- | --- |
| Wu Jing           | Fang Wuzhou                                  | Es un alpinista, durante la primera expedición, luego de la muerte del capitán, ocupa su lugar. Durante la segunda expedición actúa nuevamente como el capitán del grupo, sin embargo mientras intenta salvar a Xu Ying de un trozo de hielo sale herido, por lo que debe quedarse en la base y su puesto es ocupado por Li Guoliang, después de su muerte decide cancelar la expedición, sin embargo Xu Ying lo convence de seguir y realizar un nuevo intento y logra subir nuevamente a la punta de la montaña. |
| Zhang Yi          | Qu Songlin                                   | Es un alpinista y fotógrafo durante la primera expedición, y uno de los tres en lograr alcanzar la punta del Everest, debido a esto sufre congelación en el pie, y pierde una parte. Está resentido con Wuzhou por haberle salvado la vida en vez de salvar la cámara que probaría que habían alcanzado la punta del Everest. Durante la segunda expedición se convierte en el comandante en jefe, quiere a toda costa que el grupo alance el Everest y así obtener las pruebas de su logro, por lo que no piensa en la seguridad de los alpinistas. Después de la muerte de Guoliang se da cuenta de su error y se disculpa con Wuzhou. |
| Lawang Lop        | Jiebu                                        | Es un gúia tibetano que participa durante la primera expedición y uno de los tres en lograr alcanzar la punta del Everest. Durante la segunda expedición actúa como el líder del equipo de apoyo y por segunda vez logra subir a la punta del Everest. |
| Jing Boran        | Li Guoliang                                  | Es un fotógrafo con experiencia en alpinismo, que acompaña a la segunda expedición durante el ascenso, luego de que Fang Wuzhou sale herido se convierte en el nuevo capitán del equipo, cuando el equipo está a punto de llegar a la punta del Everest, uno de los alpinistas resbala y con el tanque de oxígeno lo golpea, lo que ocasiona que el grupo se resbale y queden colgado en un precipicio, Guoliang toma la decisión de cortar su cuerda para salvar la vida de los demás alpinistas, lo que ocasiona su muerte. |
| Hu Ge Jackie Chan | Yang Guang (de adulto) Yang Guang (de viejo) | Es un alpinista que se une al grupo durante la segunda expedición, sin embargo durante una tormenta sale herido de los pies, por lo que tiene que pierde su pierna derecha, por lo que ya no puede participar. Años más tarde, en el 2019 Guang ahora mayor, junto a un nuevo grupo logra subir a la punta del Everest cumpliendo finalmente su sueño. |
| Zhang Ziyi        | Xu Ying                                      | Es una meteoróloga y la jefa del equipo de meteorología encargado de asistir a los alpinistas durante la misión. Está enamorada de Fang Wuzhou. Muere luego de sufrir un edema pulmonar, mientras advierte al equipo sobre los fuertes vientos. |

### Personajes secundarios
| Actor                      | Personaje      | Notas |
| -------------------------- | -------------- | --- |
| Chen Long (陈龙)           | Lin Jie        | Es un alpinista que participa durante la segunda expedición para medir la altitud del Everest y es uno de los nueve miembros en lograr alcanzar la punta de la montaña. |
| Wang Jingchun              | Zhao Kun       | |
| He Lin (何琳)              | Dra. Zhao Hong | Es la encargada de atender a Wang Yuanchao y Yang Guang cuando se lastiman los pies durante un incidente en el primer ascenso de la segunda expedición. Durante la segunda expedición participa como la médico del grupo, sin embargo durante una tormenta sale herida después de que Yang Guang le derramara accidentalmente agua caliente en la pierna, por lo que tiene que ser atendida. |
| Liu Xiaofeng (刘小锋)      | Xu Haotian     | |
| Choenyi Tsering (曲尼次仁) | Hei Mudan      | Es la hija de Jiebu, está enamorada de Li Guoliang, sin embargo nunca puede decírselo, ya que Guoliang muere durante la expedición. Durante la segunda expedición participa ayudando al equipo de apoyo y se convierte en una de los nueve miembros en subir a la punta del Everest. |
| He Kaifeng                 | Wang Yuanchao  | Es un alpinista que participa durante la segunda expedición, que se lastima el pie durante el primer ascenso. |
| Yixi Xiangqui              | Zha Xi         | |

### Otros personajes
| Actor                       | Personaje  | Notas |
| --------------------------- | ---------- | --- |
| Hu Yingzi                   | -          | Es un miembro del equipo de meteorología encargado de asistir a los alpinistas durante la segunda misión.            |
| Pan Xiuyue                  | -          | Es un miembro del equipo de meteorología encargado de asistir a los alpinistas durante la segunda misión.            |
| Yang Nannan                 | -          | Es un miembro del equipo de meteorología encargado de asistir a los alpinistas durante la segunda misión.            |
| Wang Jingjing               | -          | Es un miembro del equipo de meteorología encargado de asistir a los alpinistas durante la segunda misión.            |
| Zhu Furun                   | Guo Kun    | |
| Wang Lu                     | Ma Chuang  | |
| Li Xinzhe                   | Liu Bin    | |
| Li Jingmu                   | Ba Sang    | |
| Xing Luodan                 | Dun Ba     | |
| Wu Dongjian                 | Dong Jian  | |
| Tobgyal (多布傑 - Duobujie) | Lama       | Es la autoridad en la doctrina tibetana y un maestro espiritual, que aconseja a Jiebu no subir al Everest.           |
| Li Peize                    | Joven Lama | Es un joven maestro que habla con Xu Ying.                                                                           |
| -                           | Dawa       | Es un alpinista que muere durante una avalancha.                                                                     |
| -                           | He Long    | Es un alpinista, y el capitán del primer grupo de expedición, muere por las heridas que sufre durante una avalancha. |
| Jeremy Qu                   | -          | Es un estudiante que cuestiona a Fang Wuzhou sobre si en realidad lograron en 1960 llegar a la punta del Everest.    |
| Fang Xushi                  | -          | Es un trabajador de la fábrica.                                                                                      |
| Wang Jianjun                | -          | Es un oficial. |
| Zhang Kaiyuan               | -          | Es un reportero. |
| Yang Zitong                 | -          | Es una reportera. |

## Música
El tema principal de la película es interpretado por la cantante Tan Weiwei.

## Premios y nominaciones
| Año  | Categoría               | Premio                     | Nominada (o)    | Resultado |
| ---- | ----------------------- | -------------------------- | --------------- | --------- |
| 2020 | Best Actress            | 35th Hundred Flowers Award | Zhang Ziyi      | pendiente |
| 2020 | Best Supporting Actor   | 35th Hundred Flowers Award | Jing Boran      | pendiente |
| 2020 | Best Supporting Actress | 35th Hundred Flowers Award | Choenyi Tsering | pendiente |

## Producción
La película fue dirigida por Daniel Lee, quien contó con el guionista Ai Lai.
La producción estuvo en manos de Yin Jianhua, Huang Ji, Hark Tusi, Ren Zhonglun y Susanna Tsang, quienes contaron con los productores asociados Xu Chinping y Wang Tianyu, y los coproductores Wang Jianer, Zhang Miao, Wang Zhonlei, Lv Dongyang, Zhu Renzhi, Liu Yane, Jiang Haiyang y Yu Liang; el productor ejecutivo Ren Zhonglun, así como también con los coproductores en línea Ma Weigen, Chen Guo, Zhang Qun, Chen Yushan y Chen Xiaobing. Mientras que la cinematografía será realizada por Tony Cheung.
La película se filmó en la región del Tíbet, al suroeste de China, así como en la Provincia de Qinghai, donde varios actores tibetanos participaron en la película.
Contó con el apoyo de la compañía productora "Shanghai Film (Group) Corporation".
El 16 de junio del 2019 se realizó la conferencia de prensa de la película durante el "Shanghai International Film Festival", donde estuvieron presenten los actores Wu Jing, Zhang Ziyi, Jing Boran, Hu Ge, Zhang Yi y He Lin y el director. Durante la conferencia de prensa también estuvieron presentes varios alpinistas chinos, entre ellos Samdrup, uno de los alpinistas del primer equipo chino en escalar la montaña, así como Xia Boyu, un alpinista que perdió ambas piernas cuatro décadas atrás mientras subía la montaña.

### Emisión internacional
| País              | Fecha de emisión   | Notas |
| ----------------- | ------------------ | ----- |
| América del Norte | septiembre de 2019 |       |
| Reino Unido       | septiembre de 2019 |       |